# Václav Havel

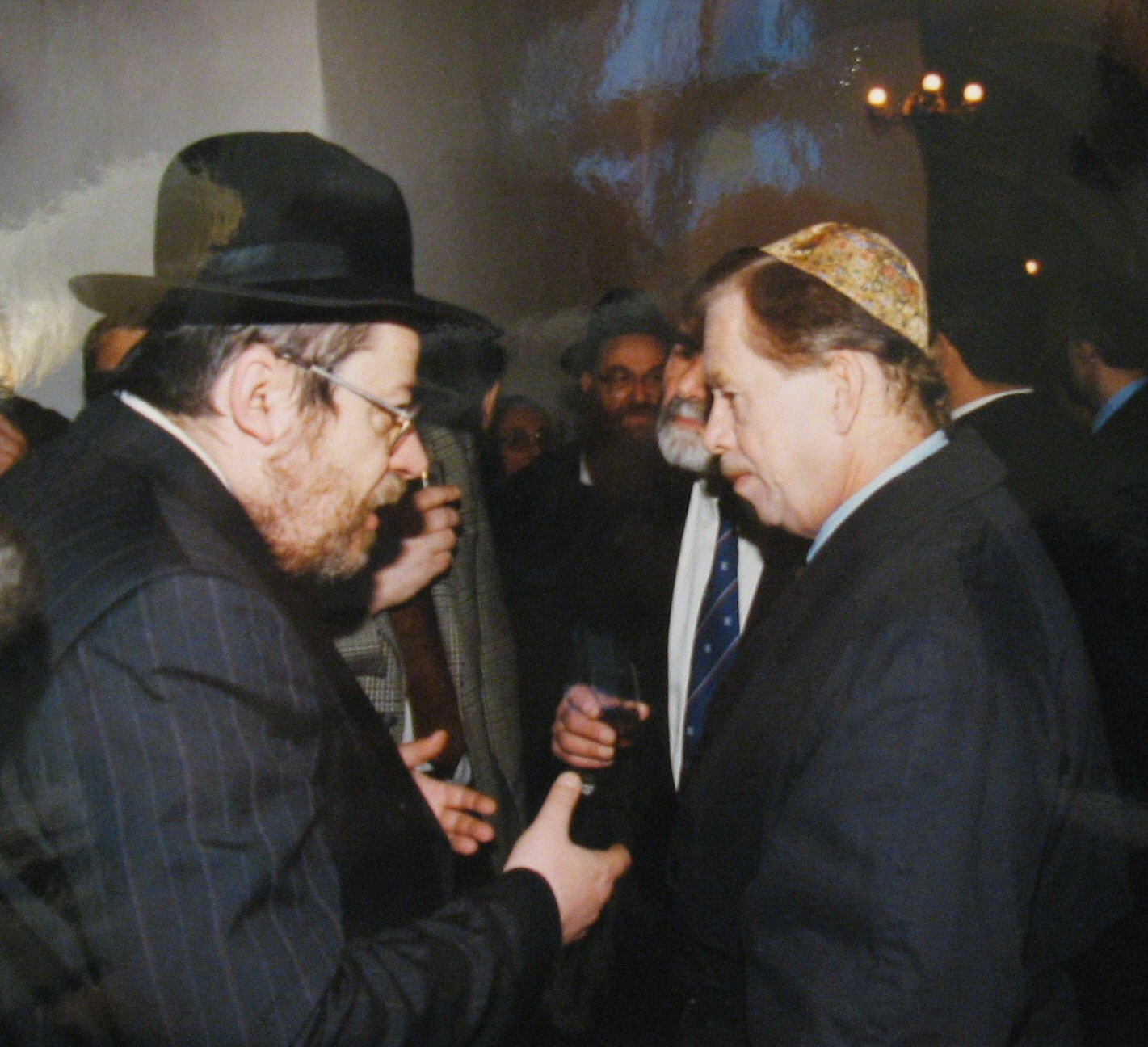
Václav Havel (till höger).

Václav Havel (tjeckiskt uttal (fil)), född 5 oktober 1936 i Prag, död 18 december 2011 i Hrádeček nära Trutnov, var en tjeckisk politiker och dramatiker. Havel var Tjeckoslovakiens president 1989–1992 och Tjeckiens president 1993–2003. Han var en av de ledande personerna inom medborgarrättsrörelsen Charta 77. Havel erhöll en lång rad utmärkelser och priser för sin kamp för demokrati och mänskliga rättigheter. År 1986 fick Havel Erasmuspriset som årligen delas ut i Nederländerna till personer som verkat för humanistiska ideal i Europa. 2004 mottog han den amerikanska Frihetsmedaljen av USA:s president George W. Bush.

## Bakgrund
Havel föddes i en välkänd intellektuell industrifamilj. Hans far var en förmögen affärsman med förbindelser med landets politiska ledning under mellankrigstiden 1920–1940. På grund av sin borgerliga bakgrund var Havels möjligheter till universitetsutbildning begränsade i det kommunistiska Tjeckoslovakien. Regimen tillät inte Havel att studera vidare sedan han hade avslutat sin skolgång 1951. I början av 1950-talet tvingades Havel att arbeta som assistent på ett kemiskt laboratorium under fyra år. Under tiden deltog han i hemliga kvällskurser för att avsluta sina gymnasiestudier, vilket han gjorde som privatist 1954. Av politiska skäl blev han inte antagen till någon humanistisk eftergymnasial utbildning.

## Teatern
Från 1960 var Havel dramatiker och författare vid Teatern på Balestraden (Dívadlo na Zábradlí) i Prag. Hans dramatiska verk närmar sig ofta frågor om moral och etik samt kritiserar social ingenjörskonst och onödig inblandning av staten. I enlighet med familjens intellektuella tradition kände Václav Havel ett kall att verka för humanistiska värden i den tjeckiska kulturen. Efter militärtjänst (1957–1959) arbetade han som scenarbetare på Teater Absurd och studerade dramatik på distans vid teaterakademin i Prag (DAMU). Hans första offentligt framförda pjäs var Trädgårdsfesten (1963), som blev en internationell succé. Kort därefter uppfördes Memorandum, en av hans mest kända pjäser. Andra kända verk av Havel är Skyddsängel 1968 och Largo desolato 1984. År 1964 gifte sig Havel med Olga Šplíchalová, mot sin mors gillande. Olga kom att bli verksam tillsammans med sin man i medborgarrättsrörelsen och fick en ledande roll inom Charta 77.

## Dissident
Under Pragvåren 1968 väcktes Havels intresse för politik bland annat genom att han i hemlighet lyssnade på Radio Free Europe och andra radiostationer i väst. Under 1970- och 1980-talen fängslades Havel ofta för sina politiska åsikter. Bland annat satt han i fängelse 1978–1981. 1989 svepte reformvindar över Östeuropa och Havel blev en frontfigur för oppositionen. Havel startade tillsammans med sin hustru Kommittén för de oskyldigt fängslade och, tillsammans med Ludvik Vaculik, Hänglåsförlaget (Edice Petlice) för att ge ut politisk förbjuden litteratur med hjälp av stencilapparater som smugglats in från väst. Havels aktioner i protest mot regimens fängslande av popbandet The Plastic People of The Universe väckte stor uppmärksamhet även utomlands. Den 17 november 1989 störtades den kommunistiska regimen i den oblodiga Sammetsrevolutionen.

## Medborgarforum
Ur dissidentrörelsen föddes en bred politisk rörelse, Medborgarforum, som samlade alltifrån reformerade kommunister till traditionella nationalister. Medborgarforum utsåg Havel till sin politiska ledare. Havel valdes 1989 till Tjeckoslovakiens första demokratiskt valda president sedan 1946. 1990 fick Medborgarforum strax över 80 procent av rösterna i valet till parlamentet.

## BokenEn dåre i Prag(1989)
Havel samlade 1989 sina viktigaste uppsatser och artiklar i boken En dåre i Prag som blev mycket uppmärksammad runt om i världen. Ett tema i boken är Havels vägran att efter "Sammetsrevolutionen" 1989 utpeka någon (liten) grupp enskilda personer som skyldiga till det totalitära systemet – han menade att alla är medskyldiga då de vant sig vid och accepterat systemet, alla som levt i systemet är medskapare och i olika grad ansvariga. Denna uppfattning blev mycket kontroversiell och diskuteras än i dag.[källa behövs][när?]

## President
Havel verkade slutligen som president i Tjeckoslovakien 1989-1992 och i Tjeckien 1993-2003 och rönte stor uppskattning långt utanför de egna leden. Under Havels 14 år långa presidentskap blev landet en fullvärdig demokrati med ett flerpartisystem och blev medlem av NATO och EU. Havel avgick i protest mot regeringens politik som resulterade i att Slovakien lämnade Tjeckoslovakien 1992. Efter bland annat internationell övertalning blev han president för Tjeckien 1993. Havel stödde Natos bombningar av Serbien inom Förbundsrepubliken Jugoslavien så tidigt som 1994 och invasionen av Irak 2003.
Havel hade en ansträngd relation till Václav Klaus som efterträdde honom som president. Havel har kritiserat Klaus för dennes EU-kritiska linje och hårda politik mot landets tyskspråkiga minoritet. När Medborgarforum splittrades 1991 tog Klaus ledningen för rörelsens konservativa och nationalistiska grupper och bildade ett nytt parti, Demokratiska Medborgarpartiet, medan Havel uttryckte sitt stöd för rörelsens kristdemokratiska och liberala del. Havel har givit uttryck för sin partipolitiska neutralitet men samtidigt deklarerat sin tillhörighet till kristna och humanistiska ideal.

## Efter presidentskapet
I december 1996 fick den kedjerökande Havel diagnosen lungcancer. Havel blev förklarad som medicinskt färdigbehandlad två år senare efter flera operationer. 1996 avled hans hustru Olga av skelettcancer. Ett år senare gifte Havel om sig med skådespelerskan Dagmar Veškrnová. På grund av sin hälsa bodde han tidvis i Spanien under vinterhalvåret. Havel gav vid ett flertal tillfällen offentligt uttryck för sin uppfattning att hans viktigaste insats för mänskligheten var hans ansträngningar för att upplösa östblocket och riva ner järnridån. Havel fortsatte sin kamp för mänskliga rättigheter i Myanmar, i Vitryssland och på Kuba.

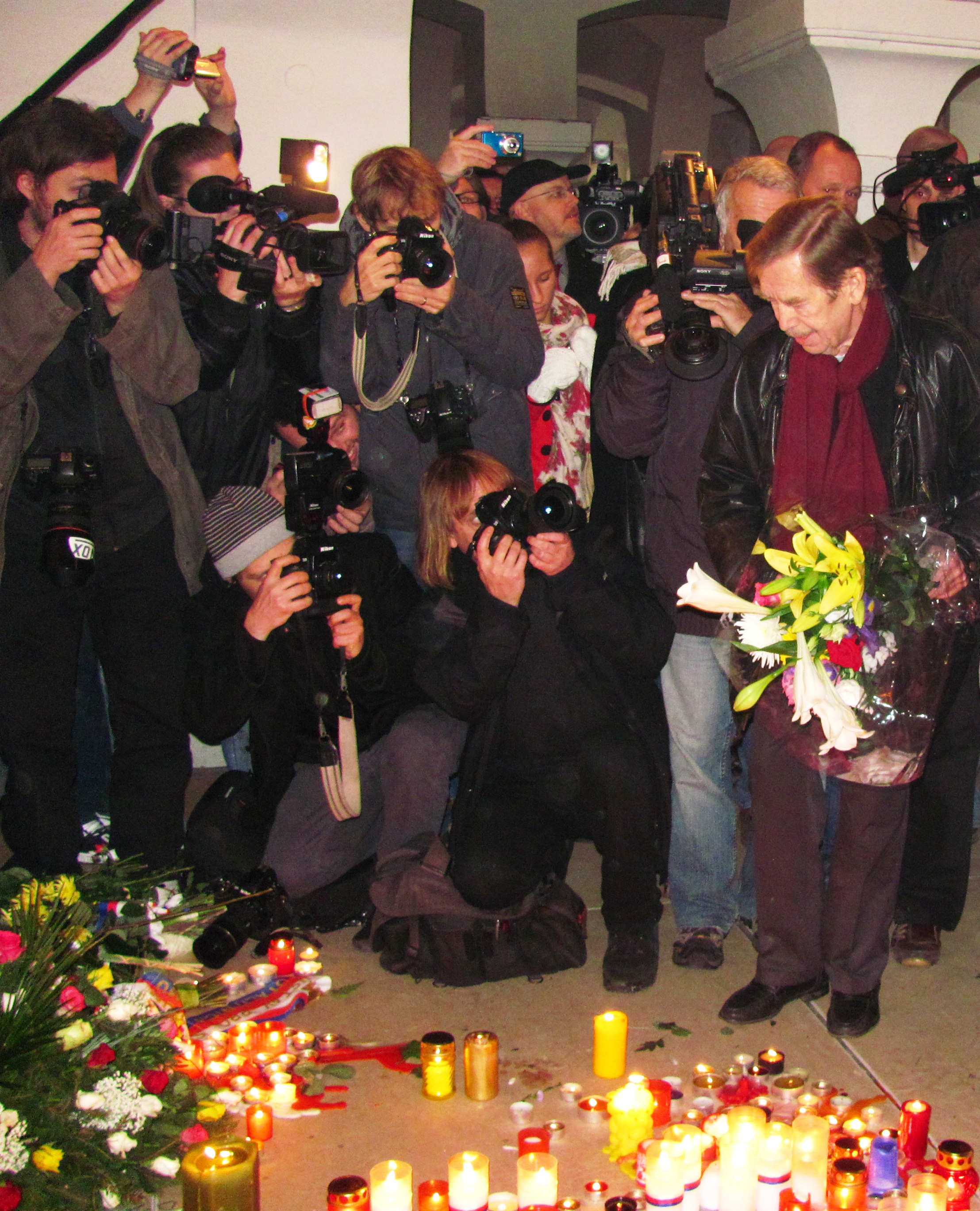
Václav Havel (2010).

I maj 2007 publicerades Havels memoarer från tiden som president, To the Castle and Back. Havel kom genom sina litterära verk allt mer att betraktas som en förkämpe för människans frihet och värdighet. Under sitt politiska motto "Ett liv i sanning" fortsatte Havel att ägna sig åt politik genom att skriva artiklar, medverka i radio och TV, arbeta i internationella organisationer, föreläsa vid universitet och delta i aktiviteter som arrangerades av landets två kristdemokratiska partier, KDU-CSL och Frihetsunionen. Havel återvände till sitt gamla yrke som dramatiker och regissör. Havels första pjäs på 18 år, "Avresa" (Odchazeni), hade världspremiär den 22 maj 2008 på Archa-teatern. Havel baserade sin pjäs på Kung Lear av William Shakespeare och på Körsbärsträdgården av Anton Tjechov.

## Filosofi
Havels koncept av icke-politisk politik - betydelsen av att freda det civila samhället, övertygelsen om att man måste agera utifrån sin moraliska övertygelse, och utifrån en kristen och humanistisk solidaritet - har haft ett stort inflytande på framväxten av kommunitära ideal om demokrati.
Hans antimaterialistiska och antikommersiella ideal är mindre kända. Havel hyste en stor oro kring hur vi alla, i både väst och öst, blir offer för vad han benämnde som en "global teknologisk civilisation".
Havel förde ofta fram betydelsen av en fördjupad euro-atlantisk gemenskap. Han använde gärna uttrycket "civilisationernas språk" och även om han distanserade sig från Samuel P Huntington (författaren till den välkända boken Civilisationernas kamp) och var en stark förespråkare för universella värden och en gemensam moral, var han övertygad om att en euro-atlantisk gemenskap har en viktig roll i kampen mot extremism och totalitära ideal.